# Masterpieces
Masterpieces es un álbum recopilatorio del músico estadounidense Bob Dylan, publicado por la compañía discográfica Columbia Records en marzo de 1978 La colección, de tres vinilos, fue publicado en Japón, Australia y Nueva Zelanda como anticipo de su gira de 1978. 
Fue principalmente una colección de grandes éxitos que abarca la carrera musical de Dylan hasta el momento y contó con un tema inédito, una versión inédita de «Mixed-Up Confusion» grabada en 1962. Masterpieces también incluyó una actuación en directo de «Just Like Tom Thumb's Blues» grabada durante la gira mundial de 1966, que fue publicada como cara B del sencillo «I Want You».
Masterpieces fue reeditado en disco compacto en 1991 por Sony Music, pero actualmente está descatalogado.

## Listado de canciones
Todas las canciones escritas y compuestas por Bob Dylan excepto donde se anota. 
| Disco uno |                                         |                           |                                   |          |  |
| N.º       | Título                                  | Escritor(es)              | Álbum original                    | Duración |  |
| 1.        | «Knockin' on Heaven's Door»             |                           | Pat Garrett & Billy the Kid       |          |  |
| 2.        | «Mr. Tambourine Man»                    |                           | Bringing It All Back Home         |          |  |
| 3.        | «Just Like a Woman»                     |                           | Blonde on Blonde                  |          |  |
| 4.        | «I Shall Be Released»                   |                           | Bob Dylan's Greatest Hits Vol. II |          |  |
| 5.        | «Tears of Rage»                         | Bob Dylan, Richard Manuel | The Basement Tapes                |          |  |
| 6.        | «All Along the Watchtower»              |                           | John Wesley Harding               |          |  |
| 7.        | «One More Cup of Coffee (Valley Below)» |                           | Desire                            |          |  |
| 8.        | «Like a Rolling Stone» (En directo)     |                           | Self Portrait                     |          |  |
| 9.        | «Quinn the Eskimo (The Mighty Quinn)»   |                           | Self Portrait                     |          |  |
| 10.       | «Tomorrow is a Long Time»               |                           | Bob Dylan's Greatest Hits Vol. II |          |  |
| 11.       | «Lay, Lady, Lay»                        |                           | Nashville Skyline                 |          |  |
| 12.       | «Idiot Wind»                            |                           | Blood on the Tracks               |          |  |

| Disco dos |                                                                                  |                         |                                     |          |  |
| N.º       | Título                                                                           | Escritor(es)            | Álbum original                      | Duración |  |
| 1.        | «Mixed Up Confusion»                                                             |                         | Sencillo de 1962                    |          |  |
| 2.        | «Positively 4th Street»                                                          |                         | Sencillo de 1965                    |          |  |
| 3.        | «Can You Please Crawl Out Your Window?»                                          |                         | Sencillo de 1966                    |          |  |
| 4.        | «Just Like Tom Thumb's Blues» (En directo, Odeon Theatre, Liverpool, Inglaterra) |                         | Inédito                             |          |  |
| 5.        | «Spanish Is the Loving Tongue»                                                   | Tradicional             | Cara B de «Watching the River Flow» |          |  |
| 6.        | «George Jackson» (Versión instrumental)                                          |                         | Sencillo de 1971                    |          |  |
| 7.        | «Rita May»                                                                       | Bob Dylan, Jacques Levy | Sencillo de 1976                    |          |  |
| 8.        | «Blowin' in the Wind»                                                            |                         | The Freewheelin' Bob Dylan          |          |  |
| 9.        | «A Hard Rain's a-Gonna Fall»                                                     |                         | The Freewheelin' Bob Dylan          |          |  |
| 10.       | «The Times They Are a-Changin'»                                                  |                         | The Times They Are a-Changin''      |          |  |
| 11.       | «Masters of War»                                                                 |                         | The Freewheelin' Bob Dylan          |          |  |
| 12.       | «Hurricane»                                                                      | Bob Dylan, Jacques Levy | Desire                              |          |  |

| Disco tres |                                     |                         |                            |          |  |
| N.º        | Título                              | Escritor(es)            | Álbum original             | Duración |  |
| 1.         | «Maggie's Farm»                     |                         | Bringing It All Back Home  |          |  |
| 2.         | «Subterranean Homesick Blues»       |                         | Bringing It All Back Home  |          |  |
| 3.         | «Ballad of a Thin Man»              |                         | Highway 61 Revisited       |          |  |
| 4.         | «Mozambique»                        | Bob Dylan, Jacques Levy | Desire                     |          |  |
| 5.         | «This Wheel's on Fire»              | Bob Dylan, Rick Danko   | The Basement Tapes         |          |  |
| 6.         | «I Want You»                        |                         | Blonde on Blonde           |          |  |
| 7.         | «Rainy Day Women #12 & 35»          |                         | Blonde on Blonde           |          |  |
| 8.         | «Don't Think Twice, It's All Right» |                         | The Freewheelin' Bob Dylan |          |  |
| 9.         | «Song to Woody»                     |                         | Bob Dylan                  |          |  |
| 10.        | «It Ain't Me Babe»                  |                         | Another Side of Bob Dylan  |          |  |
| 11.        | «Love Minus Zero/No Limit»          |                         | Bringing It All Back Home' |          |  |
| 12.        | «I'll Be Your Baby Tonight»         |                         | John Wesley Harding        |          |  |
| 13.        | «If Not for You»                    |                         | New Morning                |          |  |
| 14.        | «If You See Her, Say Hello»         |                         | Blood on the Tracks        |          |  |
| 15.        | «Sara»                              |                         | Desire                     |          |  |